# کندل شاهی
کندل شاهی (به انگلیسی: Kundal Shahi) یک روستا در پاکستان است که در ناحیه نیلم واقع شده‌است. کندل شاهی ۱٬۳۵۷ متر بالاتر از سطح دریا واقع شده‌است.